# Rabia al Adawiyya
Rabia al Adawiyya al Qaysiyya (arabe : رابعة العدوية القيسية) ou simplement Rabia Basri (713/717–801) est une mystique et une poétesse musulmane qui vécut à Bassorah. Elle est une figure majeure du soufisme.

## Biographie
La réputation qui l’entoure et la transmission de ses enseignements laissent penser qu’elle a vraiment été une figure historique. Elle est considérée comme l'une des membres de "Dhai Qalandar". Toutefois, les informations sur sa biographie sont essentiellement dues aux hagiographies tardives dont nous disposons. L’une des sources les plus connues, Le Mémorial des Saints (en), de Farid al-Din Attar, date du xiie siècle. Et à mesure qu’elles se développent, ces sources se chargent de plus en plus de merveilleux. La figure mystique et littéraire de Rabia s’est donc développée sur plusieurs siècles, s'enrichissant peu à peu de légendes.
Dans ces conditions, il est sans doute préférable d’aborder Rabia comme « un profil de sainteté archétypal » qui s’est construit progressivement, et non comme un personnage dont on dresse le portrait historique.
Il semble cependant assez sûr qu’elle vécut à Bassorah — une ville dont le rôle a été fondamental dans le développement du soufisme à cette époque — et où elle est considérée comme une des saintes (wali). Elle doit venir d'une famille pauvre, et peut-être fut-elle volée encore enfant pour être vendue comme esclave, et selon la légende, elle aurait réussi à survivre en devenant chanteuse – ce qui correspond peut-être, note Pierre Lory, à un thème de l’hagiographie chrétienne fort répandu : la conversion de la femme aux mœurs dissolues. elle devient la disciple du grand soufi Hassan al-Basri (m. 728).
Elle a également gardé un célibat strict, chose qui était étonnante en islam, qui érige le mariage en modèle et rejette le monachisme. Elle rejeta d’ailleurs de nombreuses demandes en mariage, voulant se donner seulement à Dieu, son Aimé. Mais cela ne l’empêcha pas d’avoir de nombreux visiteurs, dont certains furent des mystiques importants, et son renom lui attira des disciples qui la rejoignaient pour suivre ses enseignements, souvent donnés sous forme poétique, et son immense rayonnement lui valut la vénération de ses contemporains.
Farid al-Din Attar rapporte différentes anecdotes qui montrent l'estime en laquelle Hassan al-Basri tenait sa disciple. Ainsi, après une nuit et un jour passés avec Rabia à converser sur la voie sprituelle, il déclara : « Lorsque à la fin nous terminâmes cette discussion, je reconnus que je n'étais qu'un indigent et elle une riche au cœur sincère. »
Plusieurs récits font aussi état de miracles : apparition merveilleuse de nourriture pour ses hôtes, lumière émanant de son corps qui permettait de se passer de lampe… Pour légendaires qu’ils soient, ces récits marquent clairement le statut de sainte et d’amie de Dieu (waliyya) de Rabia.
En outre, un dialogue rapporté par Attar laisse penser que Rabia était végétarienne: un jour qu'Al-Basri s'étonnait de voir des antilopes s'approcher et rester auprès de Rabia, il lui demanda d'où cela venait et pourquoi les mêmes antilopes le fuyaient. « "Qu'as-tu mangé aujourd'hui, Hassan?" demanda-t-elle. — "(...) De la purée que j'ai fait cuire avec un morceau de graisse." — "Toi qui manges leur graisse reprit Rabia, comment ne te fuiraient-elles pas?" » Pour l'islamologue Annemarie Schimmel, un tel propos laisse clairement entendre qu'on attribuait à Rabia une complète abstinence de produits animaux, raison pour laquelle les bêtes s'approchaient d'elle. Et Schimmel précise qu'on rapporte aussi de telles légendes à propos de saints d'Afrique du Nord, et que certains d'entre eux s'abstenaient même de tuer des insectes.

## Œuvre
Rabia n’a pas laissé d’écrits. Ce que l’on connaît d’elle consiste essentiellement en des fragments, que l'on trouve notamment dans des recueils de vies de soufis, comme le célèbre Mémorial des saints de Farid al-Din Attar. La tradition hagiographique lui attribue cependant des prières, des réponses et des vers.

### L'amour divin
D'après le peu que l'on connaît de cette œuvre, elle semble avoir surtout célébrer l'amour (maḥabba) et l'intimité ('uns) de Dieu, et les poèmes qu'il nous reste font d'elle l'un des premiers chantres de l'amour divin.
Pierre Lory parle à ce propos de « doctrine de l’amour intégral », un attachement à Dieu seul – qui explique sans doute pourquoi elle a repoussé mariage et maternité. Elle disait d’ailleurs : « Le mariage est nécessaire à qui peut choisir. Quant à moi, je n’ai pas le choix de ma vie. Je suis à mon Seigneur et dans l’ombre de ses commandements ; ma personne n’a aucune valeur. » Son amour pour Dieu est absolu, il n'y a aucune place pour l'amour de quoi que ce soit d'autre, et le monde n'a aucune importance à ses yeux. Au printemps, elle allait jusqu'à fermer les fenêtres sans prêter la moindre attention aux fleurs nouvelles pour s’absorber totalement dans la contemplation du Créateur de ces fleurs et du printemps.
Elle cherche à aimer Dieu uniquement pour lui, au-delà de toute crainte ou attente, de toute peur de l’enfer ou désir du paradis. Ainsi, elle déclare dans ce propos célèbre l'ardeur de l'amour désintéressé de Dieu: « Dieu, (...) si c'est par crainte de l'enfer que je Te sers, condamne-moi à brûler dans son feu, et si c'est par l'espoir d'arriver au paradis, interdis-m'en l'accès; mais si c'est pour Toi seul que je sers, ne me refuse pas la contemplation de Ta face. » Et dans un propos tout aussi célèbre, rapporté au xive siècle par Aflaki, elle répond à quelqu’un qui lui demande où elle va, avec une torche allumée dans une main et un seau rempli d’eau dans l’autre : « je vais vers le ciel, pour jeter du feu sur le paradis et de l’eau sur l’enfer, afin que tous les deux disparaissent et que les hommes regardent Dieu sans espérance ni crainte. »
Elle se moquait aussi des espoirs de plaisirs auprès des épouses célestes, les délices de la présence de Dieu étant, à ses yeux, infiniment supérieurs. À  ses yeux, les promesses « de houris et de châteaux » au Paradis ne sont que des voiles masquant l'éternelle beauté divine : « Quand Il fait miroiter houris et Paradis dans ton esprit, sois bien sûr qu'Il te tient loin de Lui-même. »
En ce sens, elle semble être la première soufie à parler d'un Dieu jaloux. L'orthodoxie connaissait déjà cet aspect du Divin, mais elle y voyait uniquement une interdiction d'adorer quoi que ce soit d'autre que Lui. Rabia va plus loin. Comme le dit Margaret Smith, « Dieu ne saurait souffrir que quiconque partage avec Lui cet amour qui Lui est dû à Lui seul. » Elle déclare ainsi dans un propos: « J'ai cessé d'exister et j'ai quitté ma propre personne. Je suis devenue une avec Dieu et suis tout à fait Sienne. » Il y a là la trace de la méditation de Rabia sur le fait que l'amour divin précède l'amour de l'homme, comme le dit  le verset coranique: « Dieu fera bientôt venir des hommes; Il les aimera et eux aussi L'aimeront. (5:54, Trad. Denise Masson) » Par la suite, ce verset a d'ailleurs a été repris par les soufis des générations suivantes comme preuve du bien-fondé de leurs théories sur l'amour mutuel entre Dieu et ses créatures.
Il est intéressant de relever que cette conception de l'amour divin a été reprise par Joinville, le biographe de Louis IX, à la fin du xiiie siècle, à qui la légende de Rabia était parvenue, ce qui fait d'elle la première figure du soufisme à entrer dans la littérature européenne. Joinville rapporte avec précision l'anecdote de Rabia portant une torche et un seau d'eau, bien qu'il la situe à Damas,. Plus tard, au xviie siècle, l'évêque de Belley, Jean-Pierre Camus, basera sur ce récit son livre Caritée ou le portrait de la vraie charité : histoire dévote tirée de la vie de Saint Louis (1641), dans lequel il défendait la doctrine du pur amour,.

Voici un autre exemple de poème:

« Puisses-Tu m’être doux, alors que la vie m’est amère ! / Puisses-Tu être satisfait de moi, / Alors que les hommes sont furieux (contre moi). / Le précipice qui me sépare de Toi, puisse-t- il être comblé ! / Tout me serait supportable, si Tu daignais m’aimer ! (Oui). / Tout ce qui existe ici-bas n’est que poussière sur poussière. (Traduction Salih Khlifa) »

### Place dans le soufisme
Rabi’a al-Adawiya est une figure majeure de la spiritualité soufie, dont elle a marqué durablement les orientations. Le deuxième siècle de l’ère musulmane où elle a vécu marque une étape importante dans la formation des courants de la mystique soufie. C’est une époque qui voit surtout des vocations individuelles de personnages qui cherchent avant tout l’ascèse et la solitude, au nombre desquels on peut mettre Rabia et Hassan al-Basri.
Dans cet âge classique du soufisme, Rabia explore, comme d'autres, les sentiers de cette mystique. Ibn Arabi évoque son œuvre poétique dans Les Illuminations de La Mecque. Et Attar la qualifie de seconde Marie.
Rabia est peut-être la première grande voix du soufisme. Ces ascètes des premières heures de l'islam étaient à cette époque en marge de la société et apparaissent tels des avertisseurs pour le peuple, démontrant par leur existence même la vanité de certains musulmans d'enfermer l'esprit dans la lettre. Ainsi rejetait-elle l'état par lequel l'humanité se conforte dans l'insouciance ou la facilité et que les soufis jugent à l'opposé d'un état de quête.
Cette première mouvance spirituelle se structurera plusieurs siècles plus tard dans ce qu'on appellera des confréries soufies.

## Dans les arts
Pierre Lory signale que le personnage de Rabia « a inspiré plusieurs ouvrages contemporains », et que sa vie — romancée — a été portée à l'écran en 1963, dans un film égyptien célèbre intitulé Rabea el Adawaya. Réalisé par Neyazi Mustafa, ce long-métrage met notamment en scène sa carrière supposée de joueuse de flûte, suivie par sa conversion. Rabia est incarnée par l'actrice Nabila Obeid, tandis que Oum Kalsoum interprète les chansons dues à Mohammed Abdel Wahab.